# Руско-турска война (1768 – 1774)
Руско-турската война от 1768 – 1774 г. (на турски език: 1768 – 1774 Osmanlı-Rus Savaşı) е една от ключовите по значение войни между Русия, с подкрепящите я Дания, Британия и Италия (херцогство Тоскана) от една страна, и Османската империя и Полската шляхта от друга, в резултат на която Русия получава правото на закрилник на православните в Османската империя и присъединява Южна Украйна, Северен Кавказ и Крим.
Войната е обявена от Османската империя – на Руската.

## Цели
Османската империя цели в замяна подкрепата за Барската конфедерация, да получи Подолия и Волиния; да разшири владението и влиянието си в Северното Черноморие и Северен Кавказ и основно – да получи протекторат над Жеч Посполита /подбуждана от френската дипломация по силата на стария френско-османски алианс, след дипломатическата революция, и с оглед резултатите от седемгодишната война/.
Двама велики везири (Рагъп паша и Мухсинзаде Мехмед паша) се опитват всячески да отклонят османската външна политика от военен конфликт с Русия, но опитите им остават безрезултатни, заради политиката на синовете на Ахмед III – Мустафа III и Абдул Хамид I; настояванията на военната партия в Константинопол и най-вече поради натиска на френската дипломация след османската капитулация пред нея от 1740 г.
Политиката на Руската империя още от началото на XVIII век е за излаз и свободно плаване на Черно море. По силата на Белградския мирен договор (1739), тази цел остава нереализирана.

## Реакция на османската политика и стремежи
Екатерина Велика, под въздействието на приятеля на Волтер, българина от Корфу, и виден европейски хуманист Евгений Булгар, и князете Григорий и Алексей Орлови, формулира т.нар. „Гръцки проект“ на Русия – за освобождаване на православните на Балканите от османска власт и овладяване на Константинопол. Българинът на руска служба подполковник Даразин е пратен предрешен като монах със специално възвание от императрицата на български и гръцки да вдигне на въстание западните и южните Балкани в тила на империята. След мисията му въстават Македония, Албания, Черна Гора, Босна и Херцеговина и Пелопонес.

## Причини
Причините за войната се коренят в събитията в двете империи от началото на века на Просвещението. Реформите на Хюсеин паша Кьопрюлю остават на книга, докато реформите на Петър Велики и неговия приближен Дмитрий Кантемир, извеждат Русия в просперираща империя, усещано особено отчетливо по времето на владетелката Екатерина Велика. След т.нар. голямо сръбско преселение в днешна Войводина, Русия започва организирано и целенасочено да изпраща в областта руски книги на граждански шрифт и учители, в резултат от което се формира специфична култура и книжнина на славяносръбски език. Междувременно започват да се формират български опълчения в Руско-турските войни през 18 век.
Османската империя започва да се чувства застрашена, заради славянските балкански преселения в Новорусия – по османската граница и срещу васалното Кримско ханство – Нова Сърбия и Славяносърбия. Димитрие Теодосие получава солидна финансова подкрепа от Екатерина Велика за своята „Славенско-Греческа типография“ във Венеция. В годината на възцаряването на Екатерина Велика е написана „История славянобългарска“, а през 1765 г. излиза от печат във Венеция Увод в историята на славяно-сръбския народ (на сръбски: Увод у историју славено-сербског народа). 
Османската реакция е мигновена – закриване на Печката патриаршия (1766) и Охридската архиепископия (1767). В дуплика, Димитрие Теодосие отпечатва по време на войната „Житие на Петър Велики“ (1772). 

## Повод
Войната е предшествана от вътрешна криза в Жеч Посполита, където съществува раздор между шляхтата и крал Понятовский, бивш любовник на руската императрица Екатерина. Причина за войната е руската намеса в полските дела, която застрашава интересите на Османската империя. Високата порта е подтиквана за войната от френската дипломация, която след капитулацията от 1740 г. се сдобива с огромно влияние в империята. След дипломатическата революция със седемгодишната война, Франция цели отслабване на Русия, която се сближава с Прусия след чудото на Бранденбургския дом. За повод послужва нахлуването на хайдамаците на османска територия – в Балта.
Отряд от казаци на руска служба, преследвайки полски въстанически сили, влиза в град Балта на територията на Османската империя. Тя, на свой ред, ги обвинява в клане на жителите на града, което е отхвърлено от руска страна. Използвайки инцидента, султан Мустафа III обявява война на Русия на 25 септември 1768 г. Османците сключват съюз с Барската конфедерация. Русия е поддържана от Великобритания, която изпраща действащи офицери и военни инструктори в руския флот.

## Развитие
През януари 1769 г. 70-хилядна турско-татарска армия, водена от кримския хан Кирим Гирей, нахлува дълбоко на фронта в земите на централна Украйна. Кримските татари, турците и ногайците опустошават селищата и отвеждат значителен брой роби. Набегът им е отблъснат от гарнизона на крепостта Св. Елисавета, след което войските на генерал Румянцев продължават похода си към Черно море.
Поляците са напълно разбити от Александър Суворов, след което той се прехвърля на турския боен театър. През 1773 и 1774 г. Суворов спечелва и там важни сражения. Османската армия е разбита последователно в три важни сражения – битка при Ларга; битка при Кагул и битка при Козлуджа. След руската окупация на Влашко и неуспеха на османската армия да изтласка русите от Букурещ, султан Мустафа III връща за велик везир Мехмед паша, след като стратегическата инициатива се оказва мираж и трябва да се спасяват дунавските княжества.
Морските операции на руския балтийски флот във войната са т.нар. „Първа архипелагска експедиция“ в Средиземно море под командването на граф Алексей Орлов, с участието в руското командване на адмирал Григорий Спиридов и британския адмирал Джон Грейг (John Elphinstone Samuel Greig) почти напълно разбиват флота на Османската империя в сраженията при Хиос и решителното при Чешме на 24 – 26 юни 1770 г., блокирайки Дарданелите и окупирайки остров Тасос и Егейският архипелаг, който дори е устроен като неофициално руско княжество наричано „Архипелагско велико княжество“, а жителите на 27 егейски острова (Цикладите и остров Икария от Додеканезите) приемат руско поданство, императрицата урежда в Наксос детско училище, впоследствие преместено в Петербург, на островите са въведени руски названия като Св. Екатеринински пристан, Николск вместо Агиос Николаос и пр.

## Мирен договор
На 21 юли 1774 г. Османската империя подписва с Русия Кючук-Кайнарджийски договор, в резултат на който Кримското ханство формално придобива независимост, но де факто става зависимо от Русия. Османската империя изплаща военни контрибуции в порядъка на 4,5 милиона рубли, а също отстъпва северното крайбрежие на Черно море заедно с две важни пристанища.
По време на войната, особено при оттеглянето на руските войски, няколко хиляди българи се изселват във Влашко, Молдова и Украйна. Броят на установилите се в Украйна, главно в земите на създаващата се по това време Бугска казашка войска, се оценява на 2 до 3 хиляди души. Сред най-масовите изселвания е това на 400 семейства от Алфатар, които основават селището Олшанка.
Руско-турската война (1768 – 1774) бележи решителния прелом в руско-турските войни и отношения, най-вече заради Крим. Отделно от това Русия си извоюва правото да има черноморски флот и да закриля християните на Балканите, което значи да се меси във вътрешната политика на Портата. Руската политика спрямо Османската империя бележи половин век по-късно своя връх с Одринския мирен договор и най-вече с последвалия го Ункярискелесийски договор. Междувременно, в края на XVIII век, приключват трите подялби на Полша, с които тази държава (с Кримското ханство) изчезва от политическата карта.
Категоричната руска победа размества сериозно баланса на силите в Европа. По време на войната е осъществена първата подялба на Полша. Великобритания подкрепя Русия във войната, на за сметка на това Франция застава зад стремежите от първия Континентален конгрес (5 септември 1774 г.), довели до американска революция.